# Marie Victoire de Noailles
Marie Victoire Sophie de Noailles, Contesă de Toulouse (6 mai 1688 - 30 septembrie 1766), a fost fiica lui Anne Jules de Noailles, al 2-lea Duce de Noailles, și a soției lui, Marie-Françoise de Bournonville. Al doilea soț al ei a fost Louis Alexandre de Bourbon, conte de Toulouse, fiul cel mic recunoscut al regelui Ludovic al XIV-lea al Franței și a maîtresse-en-titre, Madame de Montespan.